# Cinnamomum racemosum
Cinnamomum racemosum är en lagerväxtart som beskrevs av André Joseph Guillaume Henri Kostermans. Cinnamomum racemosum ingår i släktet Cinnamomum och familjen lagerväxter. Inga underarter finns listade i Catalogue of Life.